# Niphoparmena densepuncticollis
Niphoparmena densepuncticollis är en skalbaggsart som beskrevs av Stefan von Breuning 1960. Niphoparmena densepuncticollis ingår i släktet Niphoparmena och familjen långhorningar. Inga underarter finns listade i Catalogue of Life.